# Латвийская христианская академия
Латвийская христианская академия (латыш. Latvijas Kristīgā akadēmija) — христианское высшее учебное заведение в Юрмале, основанное 12 мая 1993 года. В академии учатся студенты всех христианских конфессий.

## История
В 1997 году Латвийская христианская академия получила государственную аккредитацию, а в 1998 году состоялся первый выпуск студентов. В 2002 году Академия начала присуждать почётные докторские степени гражданам Латвии и других стран. В 2003 году учебное заведение членом Великой хартии европейских университетов, а в 2006 году начала работу в полностью отремонтированном здании в Булдури.